# Ferme de la Marguerie
La ferme de la Marguerie est une demeure, du XIVe siècle, qui se dresse, dans le Bessin, sur le territoire de la commune française d'Étréham dans le département du Calvados, en région Normandie. L'édifice est partiellement inscrit au titre des monuments historiques.

## Localisation
La ferme-manoir est située en contrebas de l'église Saint-Romain et de la mairie d'Étréham, dans le département français du Calvados.

## Historique
Le manoir est bâti au XIVe siècle ou au XIVe – XVe siècle, au centre d'un fief possession de la famille de Couvert au moins depuis le début du XVe siècle. Arcisse de Caumont indique que rien dans le manoir ne date d'avant le XVIe siècle hormis la porte.
En 1419, on rencontre un Roger de Couvert, seigneur d'Étréham, et, en 1453, un Raoul de Couvert. Le domaine passe des Couvert à la famille d'Héricy à la suite du mariage, en 1464, d'Isabeau de Couvert avec Guillaume de Héricy qui lui apporte en dot la seigneurie d'Étréham. Les Héricy, noble famille normande, conserveront la seigneurie pendant près de deux siècles. Au XVIIe siècle, elle est la possession des Marguerye, autre très ancienne famille noble du duché, qui lui donne son nom,.
En 1851, un Thomas Castel, exploitant la ferme de Marguerie, est récompensé lors d'un concours agricole à Trévières pour la bonne tenue de son exploitation. Au XIXe siècle, le comte Frédéric-Christophe d'Houdetot acquiert le manoir, et fait construire à proximité le château d'Étréham, aujourd'hui un haras, au milieu d'un domaine de 250 hectares. Durant le XXe siècle, la ferme Marguerie sert principalement de résidence secondaire.

## Description
Les parties les plus anciennes du manoir datent du XIVe siècle. Le logis, avec les bâtiments agricoles sont disposés autour d'une cour fermée par un mur de pierre calcaire. La ferme construite en pierre calcaire de Caen et couverte d'ardoise est aveugle sur l'extérieur. On y accède par une double entrée d'ancienne maison forte des XIVe – XVe siècle, avec porte piétonne, aujourd'hui murée, et porte charretière surmontée d'un arc en plein cintre entourée de petits pilastres.
La porte, bâtie en calcaire, qualifiée d'« une belle conservation » par Arcisse de Caumont, est représentative des portails des fermes-manoirs.
Il subsiste également une ancienne chapelle dépendante du manoir, comme la mentionné Arcisse de Caumont.

## Protection
Le double portail est inscrit au titre des monuments historiques par arrêté du 9 septembre 1933.